# Copa da Ásia de 2023
A Copa da Ásia de 2023 foi a 18ª edição do torneio máximo de seleções nacionais organizado pela Confederação Asiática de Futebol (AFC). A competição foi realizada no Catar entre 12 de janeiro e 10 de fevereiro de 2024. Originalmente a competição seria realizada na China entre os dias 16 de junho e 16 de julho, porém a China desistiu de sediá-la devido a um surto de COVID-19 no país., Em 17 de outubro de 2022, a AFC anunciou que o torneio seria realizado no Catar.
Devido às altas temperaturas do verão no Golfo Pérsico e à participação do Catar na Copa Ouro da CONCACAF de 2023, o torneio foi adiado para 12 de janeiro a 10 de fevereiro de 2024.
Foi a segunda vez que a competição terá 24 seleções, divididas em 6 grupos de 4 equipes, além do acréscimo da fase de oitavas de final. O formato anterior, utilizado durante as edições de 2004 até 2015, era disputado entre 16 seleções, divididas em 4 grupos de 4 equipes.
Pela segunda vez consecutiva, o Catar venceu a Jordânia (que pela primeira vez em sua história foi finalista da competição) por 3–1 no tempo normal e conquistou o seu segundo título consecutivo da Copa da Ásia.

## Escolha do anfitrião
A China foi anunciada como a proposta vencedora em 4 de junho de 2019, pouco antes do 69º Congresso da FIFA em Paris. O torneio foi originalmente programado para ser realizado de 16 de junho a 16 de julho de 2023. Em 14 de maio de 2022, a AFC anunciou que a China não sediaria o torneio devido à pandemia de COVID-19 e COVID-19 na China. Devido à renúncia da China aos seus direitos de hospedagem, a AFC realizou uma segunda rodada de licitações, com prazo para inscrições agendado para 17 de outubro de 2022. Quatro nações apresentaram propostas: Austrália, Indonésia, Catar e Coreia do Sul. No entanto, a Austrália retirou-se posteriormente em setembro de 2022, tal como fez a Indonésia em 15 de outubro. No dia 17 de outubro, a AFC anunciou que o Catar venceu a candidatura e sediaria o torneio.

## Equipes classificadas

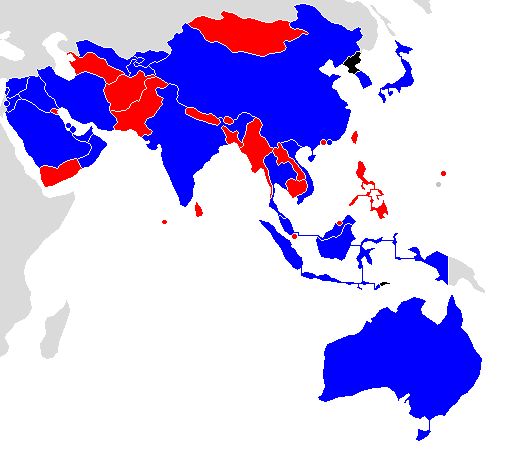
Qualificado para a Copa da Ásia
Não foi possível se qualificar
Desclassificado ou retirado
Não é membro da AFC

As duas primeiras rodadas de qualificação também serviram como as eliminatórias asiáticas para a Copa do Mundo de 2022. Catar, sede da Copa do Mundo, participou apenas da segunda fase para se classificar para a Copa da Ásia 2023 (da qual foram posteriormente selecionados como anfitriões depois que a China retirou seus direitos de sede).
| Equipe                 | Método de classificação                    | Data da classificação | Número de participações | Última participação | Melhor colocação no torneio (antes de 2023)         |
| ---------------------- | ------------------------------------------ | --------------------- | ----------------------- | ------------------- | --------------------------------------------------- |
| Japão                  | Primeiro lugar – Grupo F das eliminatórias | 28 de maio de 2021    | 10ª                     | 2019                | Campeão (1992, 2000, 2004, 2011)                    |
| Síria                  | Primeiro lugar – Grupo A das eliminatórias | 7 de junho de 2021    | 7ª                      | 2019                | Fase de grupos (1980, 1984, 1988, 1996, 2011, 2019) |
| Catar                  | Primeiro lugar – Grupo E das eliminatórias | 7 de junho de 2021    | 11ª                     | 2019                | Campeão (2019)                                      |
| Coreia do Sul          | Primeiro lugar – Grupo H das eliminatórias | 9 de junho de 2021    | 15ª                     | 2019                | Campeão (1956, 1960)                                |
| Austrália              | Primeiro lugar – Grupo B das eliminatórias | 11 de junho de 2021   | 5ª                      | 2019                | Campeão (2015)                                      |
| Irã                    | Primeiro lugar – Grupo C das eliminatórias | 15 de junho de 2021   | 15ª                     | 2019                | Campeão (1968, 1972, 1976)                          |
| Arábia Saudita         | Primeiro lugar – Grupo D das eliminatórias | 15 de junho de 2021   | 11ª                     | 2019                | Campeão (1984, 1988, 1996)                          |
| Emirados Árabes Unidos | Primeiro lugar – Grupo G das eliminatórias | 15 de junho de 2021   | 11ª                     | 2019                | Vice-campeão (1996)                                 |
| China                  | Segundo lugar – Grupo A das eliminatórias1 | 15 de junho de 2021   | 13ª                     | 2019                | Vice-campeão (1984, 2004)                           |
| Iraque                 | Segundo lugar – Grupo C das eliminatórias  | 15 de junho de 2021   | 10ª                     | 2019                | Campeão (2007)                                      |
| Omã                    | Segundo lugar – Grupo E das eliminatórias  | 15 de junho de 2021   | 5ª                      | 2019                | Oitavas de final (2019)                             |
| Vietnã                 | Segundo lugar – Grupo G das eliminatórias  | 15 de junho de 2021   | 5ª                      | 2019                | Quarto lugar (19562, 19602)                         |
| Líbano                 | Segundo lugar – Grupo H das eliminatórias  | 15 de junho de 2021   | 3ª                      | 2019                | Fase de grupos (2000, 2019)                         |
| Jordânia               | Primeiro lugar – Terceira fase Grupo A     | 14 de junho de 2022   | 5ª                      | 2019                | Quartas de final (2004, 2011)                       |
| Indonésia              | Segundo lugar – Terceira fase Grupo A      | 14 de junho de 2022   | 5ª                      | 2007                | Fase de grupos (1996, 2000, 2004, 2007)             |
| Palestina              | Primeiro lugar – Terceira fase Grupo B     | 14 de junho de 2022   | 3ª                      | 2019                | Fase de grupos (2015, 2019)                         |
| Uzbequistão            | Primeiro lugar – Terceira fase Grupo C     | 14 de junho 2022      | 8ª                      | 2019                | Quarto lugar (2011)                                 |
| Tailândia              | Segundo lugar – Terceira fase Grupo C      | 14 de junho de 2022   | 8ª                      | 2019                | Terceiro lugar (1972)                               |
| Índia                  | Primeiro lugar – Terceira fase Grupo D     | 14 de junho de 2022   | 5ª                      | 2019                | Vice-campeão (1964)                                 |
| Hong Kong              | Segundo lugar – Terceira fase Grupo D      | 14 de junho de 2022   | 4ª                      | 1968                | Terceiro lugar (1956)                               |
| Bahrein                | Primeiro lugar – Terceira fase Grupo E     | 14 de junho de 2022   | 7ª                      | 2019                | Quarto lugar (2004)                                 |
| Malásia                | Segundo lugar – Terceira fase Grupo E      | 14 de junho de 2022   | 4ª                      | 2007                | Fase de grupos (1976, 1980, 2007)                   |
| Tadjiquistão           | Primeiro lugar – Terceira fase Grupo F     | 14 de junho de 2022   | 1ª                      | Nenhuma             | Estreante                                           |
| Quirguistão            | Segundo lugar – Terceira fase Grupo F      | 14 de junho de 2022   | 2ª                      | 2019                | Oitavas de final (2019)                             |

1 A China originalmente seria a sede do torneio. Mais tarde, eles terminaram como segundo logar do Grupo A da segunda rodada em 15 de junho de 2021, o que lhes valeria uma vaga na competição, independentemente do status de anfitrião. Posteriormente, a China retirou seus direitos de sede em 14 de maio de 2022.
2 Participações como Vietname do Sul.

## Estádios
| Cidade    | Estádio                       | Capacidade |
| --------- | ----------------------------- | ---------- |
| Al Khor   | Estádio Al Bayt               | 68,895     |
| Al Rayyan | Estádio Internacional Khalifa | 45,857     |
| Al Rayyan | Estádio Ahmed bin Ali         | 45,032     |
| Al Rayyan | Estádio da Cidade da Educação | 44,667     |
| Al Rayyan | Estádio Jassim Bin Hamad      | 15,000     |
| Doha      | Estádio Al Thumama            | 44,400     |
| Doha      | Estádio Abdullah bin Khalifa  | 10,000     |
| Al-Wakrah | Estádio Al Janoub             | 44,325     |

## Equipe de arbitragem
Em 14 de setembro de 2023, a AFC anunciou a lista de 33 árbitros, 37 árbitros assistentes, dois árbitros reserva e dois árbitros assistentes reserva para o torneio, incluindo duas árbitras e três árbitras assistentes. Árbitro assistente de vídeo (VAR) será usado para todo o torneio após sua implementação a partir da fase das quartas de final na edição de 2019. O sistema Semi-Automated Offside Technology (SAOT), que utiliza 12 câmeras especializadas e inteligência artificial, também será implementado em todas as 51 partidas. Isto marca a primeira vez que o SAOT estará em vigor em uma competição da AFC e torna a AFC a primeira confederação a aplicar o sistema no nível da seleção masculina continental.

### Árbitros
- AUS Shaun Evans
- AUS Alireza Faghani[18]
- AUS Kate Jacewicz
- CHN Fu Ming
- CHN Ma Ning
- IRQ Mohanad Qasim Sarray
- JPN Yusuke Araki
- JPN Jumpei Iida
- JPN Hiroyuki Kimura
- JPN Yoshimi Yamashita
- JOR Adham Makhadmeh
- KOR Kim Hee-gon
- KOR Kim Jong-hyeok
- KOR Ko Hyung-jin
- KSA Mohammed Al Hoaish
- KSA Khalid Al-Turais
- KUW Ahmad Al-Ali
- KUW Abdullah Jamali
- MAS Nazmi Nasaruddin
- OMA Ahmed Al-Kaf
- QAT Abdulrahman Al-Jassim
- QAT Abdulla Al-Marri
- QAT Khamis Al-Marri
- QAT Salman Ahmad Falahi
- SGP Muhammad Taqi
- SYR Hanna Hattab
- THA Sivakorn Pu-udom
- UAE Omar Al-Ali
- UAE Adel Al-Naqbi
- UAE Mohammed Abdulla Hassan Mohamed
- UZB Akhrol Riskullaev
- UZB Ilgiz Tantashev

### Árbitros assistentes
- AUS Ashley Beecham
- AUS Anton Shchetinin
- CHN Zhang Cheng
- CHN Zhou Fei
- IRN Alireza Ildorom
- IRN Saeid Ghasemi
- IRQ Ahmed Al-Baghdadi
- IRQ Watheq Al-Swaiedi
- JPN Makoto Bozono
- JPN Jun Mihara
- JPN Takumi Takagi
- JPN Naomi Teshirogi
- JOR Mohammad Al-Kalaf
- JOR Ahmad Al-Roalle
- KOR Kim Kyoung-min
- KOR Park Sang-jun
- KOR Yoon Jae-yeol
- KUW Ahmad Abbas
- KUW Abdulhadi Al-Anezi
- MAS Mohd Arif Shamil Bin Abd Rasid
- MAS Mohamad Zairul Bin Khalil Tan
- OMA Abu Bakar Al-Amri
- OMA Rashid Al-Ghaithi
- QAT Saoud Al-Maqaleh
- QAT Taleb Al-Marri
- KSA Zaid Al-Shammari
- KSA Yasir Al-Sultan
- SGP Abdul Hannan Bin Abdul Hasim
- SGP Ronnie Koh Min Kiat
- SYR Ali Ahmad
- SYR Mohamad Kazzaz
- THA Tanate Chuchuen
- THA Rawut Nakarit
- UAE Mohamed Al-Hammadi
- UAE Hasan Al-Mahri
- UZB Timur Gaynullin
- UZB Andrey Tsapenko

### Árbitros de reserva
- KSA Majed Al-Shamrani
- TJK Sadullo Gulmurodi

### Árbitros assistentes de reserva
- CHN Cao Yi
- KSA Mohammed Al-Abakry

## Cerimônia de abertura
A cerimônia de abertura, denominada "O Capítulo Perdido de Kelileh e Demneh" aconteceu no Estádio Nacional de Lusail, antes do jogo de abertura entre Catar e Líbano em 12 de janeiro de 2024.

## Cerimônia de encerramento
A cerimônia de encerramento contou com a participação do cantor coreano Bibi, do cantor kuwaitiano Humood AlKhudher e do cantor catariano Fahad Al-Hajjaji e aconteceu antes da final no Estádio Lusail em 10 de fevereiro de 2024.

## Fase de grupos
Os dois primeiros colocados de cada grupo e os quatro melhores terceiros colocados avançam para as oitavas de final.

### Critérios de desempate
As equipes são classificadas de acordo com os pontos (3 pontos por vitória, 1 ponto por empate, 0 pontos por derrota) e, se empatados em pontos, os seguintes critérios de desempate são aplicados, na ordem indicada, para determinar a classificação:
1. Pontos em confrontos diretos entre equipes empatadas;
2. Diferença de gols em confrontos diretos entre equipes empatadas;
3. Gols marcados em confrontos diretos entre equipes empatadas;
4. Se mais de duas equipes estiverem empatadas e após a aplicação de todos os critérios de confronto direto acima, um subconjunto de equipes ainda estiver empatado, todos os critérios de confronto direto acima serão reaplicados exclusivamente a este subconjunto de equipes;
5. Diferença de golos em todos os jogos do grupo;
6. Golos marcados em todos os jogos do grupo;
7. Disputa de pênaltis se apenas duas equipes estiverem empatadas e se enfrentarem na última rodada do grupo;
8. Pontos disciplinares (cartão amarelo = 1 ponto, cartão vermelho por dois cartões amarelos = 3 pontos, cartão vermelho direto = 3 pontos, cartão amarelo seguido de cartão vermelho direto = 4 pontos);
9. Sorteio.

### Grupo A
| Pos | Equipe       | Pts | J | V | E | D | GP | GC | SG | Classificado           |
| --- | ------------ | --- | - | - | - | - | -- | -- | -- | ---------------------- |
| 1   | Catar (H)    | 9   | 3 | 3 | 0 | 0 | 5  | 0  | +5 | Avança para Fase final |
| 2   | Tadjiquistão | 4   | 3 | 1 | 1 | 1 | 2  | 2  | 0  | Avança para Fase final |
| 3   | China        | 2   | 3 | 0 | 2 | 1 | 0  | 1  | −1 | Eliminado              |
| 4   | Líbano       | 1   | 3 | 0 | 1 | 2 | 1  | 5  | −4 | Eliminado              |

| 12 de janeiro de 2024 | Catar                     | 3 – 0     | Líbano | Estádio Al Bayt, Al Khor                     |
| 19:30 (UTC+3)         | Afif 45', 90+6' · Ali 56' | Relatório |        | Público: 82 490 Árbitro: AUS Alireza Faghani |

| 13 de janeiro de 2024 | China | 0 – 0     | Tadjiquistão | Estádio Abdullah bin Khalifa, Doha             |
| 17:30 (UTC+3)         |       | Relatório |              | Público: 4 001 Árbitro: KSA Mohammed Al Hoaish |

| 17 de janeiro de 2024 | Líbano | 0 – 0     | China | Estádio Al Thumama, Doha                  |
| 14:30 (UTC+3)         |        | Relatório |       | Público: 14 137 Árbitro: KOR Ko Hyung-jin |

| 17 de janeiro de 2024 | Tadjiquistão | 0 – 1     | Catar    | Estádio Al Bayt, Al Khor                     |
| 20:30 (UTC+3)         |              | Relatório | Afif 17' | Público: 57 460 Árbitro: JPN Hiroyuki Kimura |

| 22 de janeiro de 2024 | Catar         | 1 – 0     | China | Estádio Internacional Khalifa, Doha          |
| 18:00 (UTC+3)         | Al-Haydos 66' | Relatório |       | Público: 42 104 Árbitro: KUW Abdullah Jamali |

| 22 de janeiro de 2024 | Tadjiquistão                      | 2 – 1     | Líbano    | Estádio Al Thumama, Doha                          |
| 18:00 (UTC+3)         | Umarbayev 80' · Khamrokulov 90+2' | Relatório | Jradi 47' | Público: 11 843 Árbitro: IRQ Mohanad Qasim Sarray |

### Grupo B
| Pos | Equipe      | Pts | J | V | E | D | GP | GC | SG | Classificado           |
| --- | ----------- | --- | - | - | - | - | -- | -- | -- | ---------------------- |
| 1   | Austrália   | 7   | 3 | 2 | 1 | 0 | 4  | 1  | +3 | Avança para Fase final |
| 2   | Uzbequistão | 5   | 3 | 1 | 2 | 0 | 4  | 1  | +3 | Avança para Fase final |
| 3   | Síria       | 4   | 3 | 1 | 1 | 1 | 1  | 1  | 0  | Avança para Fase final |
| 4   | Índia       | 0   | 3 | 0 | 0 | 3 | 0  | 6  | −6 | Eliminado              |

| 13 de janeiro de 2024 | Austrália            | 2 – 0     | Índia | Estádio Ahmed bin Ali, Al Rayyan               |
| 14:30 (UTC+3)         | Irvine 50' · Bos 73' | Relatório |       | Público: 36 253 Árbitro: JPN Yoshimi Yamashita |

| 13 de janeiro de 2024 | Uzbequistão | 0 – 0     | Síria | Estádio Jassim Bin Hamad, Al Rayyan       |
| 20:30 (UTC+3)         |             | Relatório |       | Público: 10 198 Árbitro: OMA Ahmed Al-Kaf |

| 18 de janeiro de 2024 | Síria | 0 – 1     | Austrália  | Estádio Jassim Bin Hamad, Al Rayyan        |
| 14:30 (UTC+3)         |       | Relatório | Irvine 59' | Público: 10 097 Árbitro: UAE Adel Al-Naqbi |

| 18 de janeiro de 2024 | Índia | 0 – 3     | Uzbequistão                                    | Estádio Abdullah bin Khalifa, Doha   |
| 17:30 (UTC+3)         |       | Relatório | Fayzullaev 4' · Sergeev 18' · Nasrullaev 45+4' | Público: 38 491 Árbitro: CHN Fu Ming |

| 23 de janeiro de 2024 | Austrália         | 1 – 1     | Uzbequistão    | Estádio Abdullah bin Khalifa, Doha        |
| 14:30 (UTC+3)         | Boyle 45+1' (pen) | Relatório | Turgunboev 78' | Público: 15 290 Árbitro: JPN Yusuke Araki |

| 23 de janeiro de 2024 | Síria       | 1 – 0     | Índia | Estádio Al Janoub, Al-Wakrah                  |
| 14:30 (UTC+3)         | Kharbin 76' | Relatório |       | Público: 42 787 Árbitro: THA Sivakorn Pu-udom |

### Grupo C
| Pos | Equipe                 | Pts | J | V | E | D | GP | GC | SG | Classificado           |
| --- | ---------------------- | --- | - | - | - | - | -- | -- | -- | ---------------------- |
| 1   | Irã                    | 9   | 3 | 3 | 0 | 0 | 7  | 2  | +5 | Avança para Fase final |
| 2   | Emirados Árabes Unidos | 4   | 3 | 1 | 1 | 1 | 5  | 4  | +1 | Avança para Fase final |
| 3   | Palestina              | 4   | 3 | 1 | 1 | 1 | 5  | 5  | 0  | Avança para Fase final |
| 4   | Hong Kong              | 0   | 3 | 0 | 0 | 3 | 1  | 7  | −6 | Eliminado              |

| 14 de janeiro de 2024 | Emirados Árabes Unidos                               | 3 – 1     | Hong Kong         | Estádio Al Thumama, Doha                   |
| 17:30 (UTC+3)         | Adil 34' (pen) · Sultan 53' · Alghassani 90+6' (pen) | Relatório | Chan Siu Kwan 49' | Público: 15 586 Árbitro: SGP Muhammad Taqi |

| 14 de janeiro de 2024 | Irã                                                        | 4 – 1     | Palestina   | Estádio da Cidade da Educação, Al Rayyan           |
| 20:30 (UTC+3)         | Ansarifard 2' · Khalilzadeh 12' · Ghayedi 38' · Azmoun 55' | Relatório | Seyam 45+6' | Público: 27 691 Árbitro: QAT Abdulrahman Al-Jassim |

| 18 de janeiro de 2024 | Palestina            | 1 – 1     | Emirados Árabes Unidos | Estádio Al Janoub, Al-Wakrah              |
| 20:30 (UTC+3)         | Abaelaziz 50' (g.c.) | Relatório | Adil 23'               | Público: 41 986 Árbitro: KUW Ahmad Al-Ali |

| 19 de janeiro de 2024 | Hong Kong | 0 – 1     | Irã         | Estádio Internacional Khalifa, Al Rayyan  |
| 20:30 (UTC+3)         |           | Relatório | Ghayedi 24' | Público: 36 412 Árbitro: SYR Hanna Hattab |

| 23 de janeiro de 2024 | Irã             | 2 – 1     | Emirados Árabes Unidos | Estádio da Cidade da Educação, Al Rayyan     |
| 18:00 (UTC+3)         | Taremi 26', 65' | Relatório | Alghassani 90+3'       | Público: 34 259 Árbitro: UZB Ilgiz Tantashev |

| 23 de janeiro de 2024 | Hong Kong | 0 – 3     | Palestina                     | Estádio Jassim Bin Hamad, Al Rayyan     |
| 18:00 (UTC+3)         |           | Relatório | Dabbagh 12', 60' · Qunbar 48' | Público: 6 568 Árbitro: AUS Shaun Evans |

### Grupo D
| Pos | Equipe    | Pts | J | V | E | D | GP | GC | SG | Classificado           |
| --- | --------- | --- | - | - | - | - | -- | -- | -- | ---------------------- |
| 1   | Iraque    | 9   | 3 | 3 | 0 | 0 | 8  | 4  | +4 | Avança para Fase final |
| 2   | Japão     | 6   | 3 | 2 | 0 | 1 | 8  | 5  | +3 | Avança para Fase final |
| 3   | Indonésia | 3   | 3 | 1 | 0 | 2 | 3  | 6  | −3 | Avança para Fase final |
| 4   | Vietnã    | 0   | 3 | 0 | 0 | 3 | 4  | 8  | −4 | Eliminado              |

| 14 de janeiro de 2024 | Japão                                         | 4 – 2     | Vietnã                                  | Estádio Internacional Khalifa , Al Rayyan   |
| 14:30 (UTC+3)         | Minamino 11', 45' · Nakamura 45+4' · Ueda 85' | Relatório | Nguyễn Đình Bắc 16' · Phạm Tuấn Hải 33' | Público: 17 385 Árbitro: KOR Kim Jong-hyeok |

| 15 de janeiro de 2024 | Indonésia    | 1 – 3     | Iraque                               | Estádio da Cidade da Educação, Al Rayyan     |
| 17:30 (UTC+3)         | Ferdinan 37' | Relatório | Ali 17' · Rashid 45+7' · Hussein 75' | Público: 16 532 Árbitro: UZB Ilgiz Tantashev |

| 19 de janeiro de 2024 | Iraque            | 2 – 1     | Japão      | Estádio da Cidade da Educação, Al Rayyan      |
| 14:30 (UTC+3)         | Hussein 5', 45+4' | Relatório | Endo 90+3' | Público: 38 663 Árbitro: KSA Khalid Al-Turais |

| 19 de janeiro de 2024 | Vietnã | 0 – 1     | Indonésia            | Estádio Ahmed bin Ali, Al Rayyan              |
| 17:30 (UTC+3)         |        | Relatório | Mangkualam 42' (pen) | Público: 7 253 Árbitro: TJK Sadullo Gulmurodi |

| 24 de janeiro de 2024 | Japão                                  | 3 – 1     | Indonésia   | Estádio Ahmed bin Ali, Al Rayyan             |
| 14:30 (UTC+3)         | Ueda 6' (pen), 51' · Hubner 88' (g.c.) | Relatório | Walsh 90+1' | Público: 26 453 Árbitro: QAT Khamis Al-Marri |

| 24 de janeiro de 2024 | Iraque                                 | 3 – 2     | Vietnã                                          | Estádio Al Bayt, Al Khor                     |
| 14:30 (UTC+3)         | Sulaka 47' · Hussein 73', 90+12' (pen) | Relatório | Ahn Bùi Hoàng Việt 42' · Nguyễn Quang Hải 90+1' | Público: 8 932 Árbitro: MAS Nazmi Nasaruddin |

### Grupo E
| Pos | Equipe        | Pts | J | V | E | D | GP | GC | SG | Classificado           |
| --- | ------------- | --- | - | - | - | - | -- | -- | -- | ---------------------- |
| 1   | Bahrein       | 6   | 3 | 2 | 0 | 1 | 3  | 3  | 0  | Avança para Fase final |
| 2   | Coreia do Sul | 5   | 3 | 1 | 2 | 0 | 8  | 5  | +3 | Avança para Fase final |
| 3   | Jordânia      | 4   | 3 | 1 | 1 | 1 | 6  | 3  | +3 | Avança para Fase final |
| 4   | Malásia       | 1   | 3 | 0 | 1 | 2 | 3  | 8  | −5 | Eliminado              |

| 15 de janeiro de 2024 | Coreia do Sul                            | 3 – 1     | Bahrein        | Estádio Jassim Bin Hamad, Al Rayyan |
| 14:30 (UTC+3)         | Hwang In-beom 38' · Lee Kang-in 56', 68' | Relatório | Al-Hashash 51' | Público: 8 388 Árbitro: CHN Ma Ning |

| 15 de janeiro de 2024 | Malásia | 0 – 4     | Jordânia                                 | Estádio Al Janoub, Al-Wakrah                                 |
| 20:30 (UTC+3)         |         | Relatório | Al-Mardi 12', 32' · Al-Taamari 18' (pen) | Público: 20 410 Árbitro: UAE Mohammed Abdulla Hassan Mohamed |

| 20 de janeiro de 2024 | Jordânia                                   | 2 – 2     | Coreia do Sul                                 | Estádio Al Thumama, Doha                   |
| 14:30 (UTC+3)         | Park Yong-woo 37' (g.c.) · Al-Naimat 45+6' | Relatório | Son Heung-min 9' (pen) · Al-Arab 90+1' (g.c.) | Público: 36 627 Árbitro: QAT Salman Falahi |

| 20 de janeiro de 2024 | Bahrein     | 1 – 0     | Malásia | Estádio Jassim Bin Hamad, Al Rayyan       |
| 17:30 (UTC+3)         | Madan 90+5' | Relatório |         | Público: 10 386 Árbitro: OMA Ahmed Al-Kaf |

| 25 de janeiro de 2024 | Coreia do Sul                                                       | 3 – 3     | Malásia                                      | Estádio Abdullah bin Khalifa, Doha            |
| 14:30 (UTC+3)         | Jeong Woo-yeong 21' · Syihan 82' (g.c.) · Son Heung-min 90+4' (pen) | Relatório | Faisal 51' · Arif 62' (pen) · Morales 90+15' | Público: 30 117 Árbitro: KSA Khalid Al-Turais |

| 25 de janeiro de 2024 | Jordânia | 0 – 1     | Bahrein   | Estádio Internacional Khalifa, Al Rayyan |
| 14:30 (UTC+3)         |          | Relatório | Helal 34' | Público: 39 650 Árbitro: UAE Omar Al-Ali |

### Grupo F
| Pos | Equipe         | Pts | J | V | E | D | GP | GC | SG | Classificado           |
| --- | -------------- | --- | - | - | - | - | -- | -- | -- | ---------------------- |
| 1   | Arábia Saudita | 7   | 3 | 2 | 1 | 0 | 4  | 1  | +3 | Avança para Fase final |
| 2   | Tailândia      | 5   | 3 | 1 | 2 | 0 | 2  | 0  | +2 | Avança para Fase final |
| 3   | Omã            | 2   | 3 | 0 | 2 | 1 | 2  | 3  | −1 | Eliminado              |
| 4   | Quirguistão    | 1   | 3 | 0 | 1 | 2 | 1  | 5  | −4 | Eliminado              |

| 16 de janeiro de 2024 | Tailândia         | 2 – 0     | Quirguistão | Estádio Abdullah bin Khalifa, Doha          |
| 17:30 (UTC+3)         | Supachai 26', 48' | Relatório |             | Público: 4 530 Árbitro: JOR Adham Makhadmeh |

| 16 de janeiro de 2024 | Arábia Saudita                 | 2 – 1     | Omã                  | Estádio Internacional Khalifa, Al Rayyan |
| 20:30 (UTC+3)         | Ghareeb 78' · Al-Bulaihi 90+6' | Relatório | Al-Yahyaei 14' (pen) | Público: 41 987 Árbitro: AUS Shaun Evans |

| 21 de janeiro de 2024 | Omã | 0 – 0     | Tailândia | Estádio Al Janoub, Al-Wakrah                  |
| 17:30 (UTC+3)         |     | Relatório |           | Público: 6 340 Árbitro: IRN Mooud Bonyadifard |

| 21 de janeiro de 2024 | Quirguistão | 0 – 2     | Arábia Saudita            | Estádio Al Bayt, Al Khor                 |
| 17:30 (UTC+3)         |             | Relatório | Kanno 35' · Al-Ghamdi 84' | Público: 39 557 Árbitro: JPN Jumpei Iida |

| 26 de janeiro de 2024 | Arábia Saudita | 0 – 0     | Tailândia | Estádio da Cidade da Educação, Al Rayyan |
| 18:00 (UTC+3)         |                | Relatório |           | Público: 38 773 Árbitro: KOR Kim Hee-gon |

| 26 de janeiro de 2024 | Quirguistão | 1 – 1     | Omã            | Estádio Al Thumama, Doha                 |
| 18:00 (UTC+3)         | Kojo 80'    | Relatório | Al Ghassani 8' | Público: 6 231 Árbitro: KUW Ahmad Al-Ali |

### Melhores terceiros colocados
| Pos | Grp | Equipe    | Pts | J | V | E | D | GP | GC | SG | Classificado           |
| --- | --- | --------- | --- | - | - | - | - | -- | -- | -- | ---------------------- |
| 1   | E   | Jordânia  | 4   | 3 | 1 | 1 | 1 | 6  | 3  | +3 | Avança para Fase final |
| 2   | C   | Palestina | 4   | 3 | 1 | 1 | 1 | 5  | 5  | 0  | Avança para Fase final |
| 3   | B   | Síria     | 4   | 3 | 1 | 1 | 1 | 1  | 1  | 0  | Avança para Fase final |
| 4   | D   | Indonésia | 3   | 3 | 1 | 0 | 2 | 3  | 6  | −3 | Avança para Fase final |
| 5   | F   | Omã       | 2   | 3 | 0 | 2 | 1 | 2  | 3  | −1 | Eliminado              |
| 6   | A   | China     | 2   | 3 | 0 | 2 | 1 | 0  | 1  | −1 | Eliminado              |

## Fase final
Nas oitavas de final, os quatro terceiros colocados enfrentam os vencedores dos grupos A, B, C e D. Os confrontos específicos envolvendo os terceiros colocados dependem de quais deles se classifiquem para as oitavas de final:
| Equipes terceiras colocadas se classificam dos grupos | Equipes terceiras colocadas se classificam dos grupos | Equipes terceiras colocadas se classificam dos grupos | Equipes terceiras colocadas se classificam dos grupos | Equipes terceiras colocadas se classificam dos grupos | Equipes terceiras colocadas se classificam dos grupos |    | 1A vs | 1B vs | 1C vs | 1D vs |
| ----------------------------------------------------- | ----------------------------------------------------- | ----------------------------------------------------- | ----------------------------------------------------- | ----------------------------------------------------- | ----------------------------------------------------- | -- | ----- | ----- | ----- | ----- |
| A                                                     | B                                                     | C                                                     | D                                                     |                                                       |                                                       | 3C | 3D    | 3A    | 3B    |       |
| A                                                     | B                                                     | C                                                     |                                                       | E                                                     |                                                       | 3C | 3A    | 3B    | 3E    |       |
| A                                                     | B                                                     | C                                                     |                                                       |                                                       | F                                                     | 3C | 3A    | 3B    | 3F    |       |
| A                                                     | B                                                     |                                                       | D                                                     | E                                                     |                                                       | 3D | 3A    | 3B    | 3E    |       |
| A                                                     | B                                                     |                                                       | D                                                     |                                                       | F                                                     | 3D | 3A    | 3B    | 3F    |       |
| A                                                     | B                                                     |                                                       |                                                       | E                                                     | F                                                     | 3E | 3A    | 3B    | 3F    |       |
| A                                                     |                                                       | C                                                     | D                                                     | E                                                     |                                                       | 3C | 3D    | 3A    | 3E    |       |
| A                                                     |                                                       | C                                                     | D                                                     |                                                       | F                                                     | 3C | 3D    | 3A    | 3F    |       |
| A                                                     |                                                       | C                                                     |                                                       | E                                                     | F                                                     | 3C | 3A    | 3F    | 3E    |       |
| A                                                     |                                                       |                                                       | D                                                     | E                                                     | F                                                     | 3D | 3A    | 3F    | 3E    |       |
|                                                       | B                                                     | C                                                     | D                                                     | E                                                     |                                                       | 3C | 3D    | 3B    | 3E    |       |
|                                                       | B                                                     | C                                                     | D                                                     |                                                       | F                                                     | 3C | 3D    | 3B    | 3F    |       |
|                                                       | B                                                     | C                                                     |                                                       | E                                                     | F                                                     | 3E | 3C    | 3B    | 3F    |       |
|                                                       | B                                                     |                                                       | D                                                     | E                                                     | F                                                     | 3E | 3D    | 3B    | 3F    |       |
|                                                       |                                                       | C                                                     | D                                                     | E                                                     | F                                                     | 3C | 3D    | 3F    | 3E    |       |

### Chaveamento
|  | Oitavas de final                             | Oitavas de final                      |                                            |       | Quartas de final | Quartas de final |  |  | Semifinais | Semifinais |  |  | Final | Final |
|  |                                              |                                       |                                            |       |                  |                  |  |  |            |            |  |  |       |       |
|  | 28 de janeiro – Al Rayyan (Ahmed bin Ali)    |                                       |                                            |       |                  |                  |  |  |            |            |  |  |       |       |
|  |                                              |                                       |                                            |       |                  |                  |  |  |            |            |  |  |       |       |
|  | Tadjiquistão (pen)                           | 1 (5)                                 |                                            |       |                  |                  |  |  |            |            |  |  |       |       |
|  | Tadjiquistão (pen)                           | 1 (5)                                 | 2 de fevereiro – Al Rayyan (Ahmed bin Ali) |       |                  |                  |  |  |            |            |  |  |       |       |
|  | Emirados Árabes Unidos                       | 1 (3)                                 |                                            |       |                  |                  |  |  |            |            |  |  |       |       |
|  | Emirados Árabes Unidos                       | 1 (3)                                 | Tadjiquistão                               | 0     |                  |                  |  |  |            |            |  |  |       |       |
|  | 29 de janeiro – Al Rayyan (Khalifa)          |                                       | Tadjiquistão                               | 0     |                  |                  |  |  |            |            |  |  |       |       |
|  |                                              | Jordânia                              | 1                                          |       |                  |                  |  |  |            |            |  |  |       |       |
|  | Iraque                                       | Jordânia                              | 1                                          | 2     |                  |                  |  |  |            |            |  |  |       |       |
|  | Iraque                                       |                                       | 6 de fevereiro – Al Rayyan (Ahmed bin Ali) | 2     |                  |                  |  |  |            |            |  |  |       |       |
|  | Jordânia                                     | 3                                     |                                            |       |                  |                  |  |  |            |            |  |  |       |       |
|  | Jordânia                                     | 3                                     | Jordânia                                   | 2     |                  |                  |  |  |            |            |  |  |       |       |
|  | 28 de janeiro – Al Rayyan (Jassim Bin Hamad) |                                       | Jordânia                                   | 2     |                  |                  |  |  |            |            |  |  |       |       |
|  |                                              | Coreia do Sul                         | 0                                          |       |                  |                  |  |  |            |            |  |  |       |       |
|  | Austrália                                    | Coreia do Sul                         | 0                                          | 4     |                  |                  |  |  |            |            |  |  |       |       |
|  | Austrália                                    | 2 de fevereiro – Al Wakrah            |                                            | 4     |                  |                  |  |  |            |            |  |  |       |       |
|  | Indonésia                                    | 0                                     |                                            |       |                  |                  |  |  |            |            |  |  |       |       |
|  | Indonésia                                    | 0                                     | Austrália                                  | 1     |                  |                  |  |  |            |            |  |  |       |       |
|  | 30 de janeiro – Al Rayyan (Educação)         |                                       | Austrália                                  | 1     |                  |                  |  |  |            |            |  |  |       |       |
|  |                                              | Coreia do Sul (pro)                   | 2                                          |       |                  |                  |  |  |            |            |  |  |       |       |
|  | Arábia Saudita                               | Coreia do Sul (pro)                   | 2                                          | 1 (2) |                  |                  |  |  |            |            |  |  |       |       |
|  | Arábia Saudita                               |                                       | 10 de fevereiro – Lusail                   | 1 (2) |                  |                  |  |  |            |            |  |  |       |       |
|  | Coreia do Sul (pen)                          | 1 (4)                                 |                                            |       |                  |                  |  |  |            |            |  |  |       |       |
|  | Coreia do Sul (pen)                          | 1 (4)                                 | Jordânia                                   | 1     |                  |                  |  |  |            |            |  |  |       |       |
|  | 31 de janeiro – Doha (Abdullah bin Khalifa)  |                                       | Jordânia                                   | 1     |                  |                  |  |  |            |            |  |  |       |       |
|  |                                              | Catar                                 | 3                                          |       |                  |                  |  |  |            |            |  |  |       |       |
|  | Irã                                          | Catar                                 | 3                                          | 1 (5) |                  |                  |  |  |            |            |  |  |       |       |
|  | Irã                                          | 3 de fevereiro – Al Rayyan (Educação) |                                            | 1 (5) |                  |                  |  |  |            |            |  |  |       |       |
|  | Síria                                        | 1 (3)                                 |                                            |       |                  |                  |  |  |            |            |  |  |       |       |
|  | Síria                                        | 1 (3)                                 | Irã                                        | 2     |                  |                  |  |  |            |            |  |  |       |       |
|  | 31 de janeiro – Doha (Al Thumama)            |                                       | Irã                                        | 2     |                  |                  |  |  |            |            |  |  |       |       |
|  |                                              | Japão                                 | 1                                          |       |                  |                  |  |  |            |            |  |  |       |       |
|  | Bahrein                                      | Japão                                 | 1                                          | 1     |                  |                  |  |  |            |            |  |  |       |       |
|  | Bahrein                                      |                                       | 7 de fevereiro – Doha (Al Thumama)         | 1     |                  |                  |  |  |            |            |  |  |       |       |
|  | Japão                                        | 3                                     |                                            |       |                  |                  |  |  |            |            |  |  |       |       |
|  | Japão                                        | 3                                     | Irã                                        | 2     |                  |                  |  |  |            |            |  |  |       |       |
|  | 29 de janeiro – Al Khor                      |                                       | Irã                                        | 2     |                  |                  |  |  |            |            |  |  |       |       |
|  |                                              | Catar                                 | 3                                          |       |                  |                  |  |  |            |            |  |  |       |       |
|  | Catar                                        | Catar                                 | 3                                          | 2     |                  |                  |  |  |            |            |  |  |       |       |
|  | Catar                                        | 3 de fevereiro – Al Khor              |                                            | 2     |                  |                  |  |  |            |            |  |  |       |       |
|  | Palestina                                    | 1                                     |                                            |       |                  |                  |  |  |            |            |  |  |       |       |
|  | Palestina                                    | 1                                     | Catar                                      | 1 (3) |                  |                  |  |  |            |            |  |  |       |       |
|  | 30 de janeiro – Al Wakrah                    |                                       | Catar                                      | 1 (3) |                  |                  |  |  |            |            |  |  |       |       |
|  |                                              | Uzbequistão                           | 1 (2)                                      |       |                  |                  |  |  |            |            |  |  |       |       |
|  | Uzbequistão                                  | Uzbequistão                           | 1 (2)                                      | 2     |                  |                  |  |  |            |            |  |  |       |       |
|  | Uzbequistão                                  |                                       |                                            | 2     |                  |                  |  |  |            |            |  |  |       |       |
|  | Tailândia                                    | 1                                     |                                            |       |                  |                  |  |  |            |            |  |  |       |       |
|  | Tailândia                                    | 1                                     |                                            |       |                  |                  |  |  |            |            |  |  |       |       |

### Oitavas de final
| 28 de janeiro de 2024 | Austrália                                                    | 4 – 0     | Indonésia | Estádio Jassim Bin Hamad, Al Rayyan                         |
| 14:30                 | Baggott 12' (g.c.) · Boyle 45' · Goodwin 89' · Souttar 90+1' | Relatório |           | Público: 7 863 Árbitro: UAE Mohammed Abdulla Hassan Mohamed |

| 28 de janeiro de 2024 | Tadjiquistão | 1 – 1 (pro) | Emirados Árabes Unidos | Estádio Ahmed bin Ali, Al Rayyan          |
| 19:00                 | Khanonov 30' | Relatório   | Al-Hammadi 90+5'       | Público: 33 584 Árbitro: JPN Yusuke Araki |

|                                               |       | Penalidades              |  |
| Nazarov Khanonov Pandzhshanbe Soirov Shurukov | 5 – 3 | Idrees Canedo Lima Saleh |  |

| 29 de janeiro de 2024 | Iraque                  | 2 – 3     | Jordânia                                          | Estádio Internacional Khalifa, Al Rayyan     |
| 14:30                 | Natiq 68' · Hussein 76' | Relatório | Al-Naimat 45+1' · Alarab 90+5' · Al-Rashdan 90+7' | Público: 35 814 Árbitro: AUS Alireza Faghani |

| 29 de janeiro de 2024 | Catar                            | 2 – 1     | Palestina   | Estádio Al Bayt, Al Khor             |
| 19:00                 | Al-Haydos 45+6' · Afif 49' (pen) | Relatório | Dabbagh 27' | Público: 63 753 Árbitro: CHN Ma Ning |

| 30 de janeiro de 2024 | Uzbequistão                     | 2 – 1     | Tailândia     | Estádio Al Janoub, Al-Wakrah                  |
| 14:30                 | Turgunboev 37' · Fayzullaev 65' | Relatório | Sarachart 58' | Público: 18 691 Árbitro: MAS Nazmi Nasaruddin |

| 30 de janeiro de 2024 | Arábia Saudita | 1 – 1 (pro) | Coreia do Sul      | Estádio da Cidade da Educação, Al Rayyan     |
| 19:00                 | Radif 46'      | Relatório   | Cho Gue-sung 90+9' | Público: 42 389 Árbitro: UZB Ilgiz Tantashev |

|                                   |       | Penalidades                                              |  |
| Kanno Abdulhamid Al-Najei Ghareeb | 2 – 4 | Son Heung-min Kim Young-gwon Cho Gue-sung Hwang Hee-chan |  |

| 31 de janeiro de 2024 | Bahrein           | 1 – 3     | Japão                          | Estádio Al Thumama, Doha                  |
| 14:30                 | Suzuki 64' (g.c.) | Relatório | Doan 31' · Kubo 49' · Ueda 72' | Público: 31 832 Árbitro: KUW Ahmad Al-Ali |

| 31 de janeiro de 2024 | Irã              | 1 – 1 (pro) | Síria             | Estádio Abdullah bin Khalifa, Doha         |
| 19:00                 | Taremi 34' (pen) | Relatório   | Kharbin 64' (pen) | Público: 8 720 Árbitro: KOR Kim Jong-hyeok |

|                                             |       | Penalidades                  |  |
| Ansarifard Rezaeian Ebrahimi Torabi Hajsafi | 5 – 3 | Sabbag Youssef Ousou Al Dali |  |

### Quartas de final
| 2 de fevereiro de 2024 | Tadjiquistão | 0 – 1     | Jordânia            | Estádio Ahmed bin Ali, Al Rayyan     |
| 14:30                  |              | Relatório | Khanonov 66' (g.c.) | Público: 35 530 Árbitro: CHN Fu Ming |

| 2 de fevereiro de 2024 | Austrália   | 1 – 2 (pro) | Coreia do Sul                                   | Estádio Al Janoub, Al-Wakrah              |
| 18:30                  | Goodwin 42' | Relatório   | Hwang Hee-chan 90+6' (pen) · Son Heung-min 104' | Público: 39 632 Árbitro: OMA Ahmed Al-Kaf |

| 3 de fevereiro de 2024 | Irã                                  | 2 – 1     | Japão      | Estádio da Cidade da Educação, Al Rayyan |
| 14:30                  | Mohebi 55' · Jahanbakhsh 90+6' (pen) | Relatório | Morita 28' | Público: 35 640 Árbitro: CHN Ma Ning     |

| 3 de fevereiro de 2024 | Catar              | 1 – 1 (pro) | Uzbequistão     | Estádio Al Bayt, Al Khor                 |
| 18:30                  | Yusupov 27' (g.c.) | Relatório   | Khamrobekov 59' | Público: 58 791 Árbitro: KOR Kim Hee-gon |

|                                      |       | Penalidades                                         |  |
| Afif Ali Almahdi Ali Al Brake Miguel | 3 – 2 | Shukurov Ashurmatov Umarov Abdurakhmatov Masharipov |  |

### Semifinais
| 6 de fevereiro de 2024 | Jordânia                       | 2 – 0     | Coreia do Sul | Estádio Ahmed bin Ali, Al Rayyan                             |
| 18:00                  | Al-Naimat 53' · Al-Taamari 66' | Relatório |               | Público: 42 850 Árbitro: UAE Mohammed Abdulla Hassan Mohamed |

| 7 de fevereiro de 2024 | Irã                               | 2 – 3     | Catar                          | Estádio Al Thumama, Doha                  |
| 18:00                  | Azmoun 4' · Jahanbakhsh 51' (pen) | Relatório | Gaber 17' · Afif 43' · Ali 82' | Público: 40 342 Árbitro: KUW Ahmad Al-Ali |

### Final
| 10 de fevereiro de 2024 | Jordânia      | 1 – 3     | Catar                                  | Estádio Nacional de Lusail, Lusail   |
| 18:00                   | Al-Naimat 67' | Relatório | Afif 22' (pen), 73' (pen), 90+5' (pen) | Público: 86 492 Árbitro: CHN Ma Ning |

## Premiação
| Copa da Ásia de 2023       |
| Catar                      |
| -------------------------- |
| QATAR Campeão (2.º título) |

## Artilheiros
atualizado em 10 de fevereiro de 2024.
8 gols
- QAT Akram Afif

6 gols
- IRQ Ayemen Hussein

4 gols
- JPN Ayase Ueda
- JOR Yazan Al-Naimat

3 gols
- KOR Son Heung-min
- IRN Mehdi Taremi
- JOR Mousa Al-Taamari
- PLE Oday Dabbagh

2 gols
- AUS Craig Goodwin
- AUS Jackson Irvine
- AUS Martin Boyle
- JOR Mahmoud Al-Mardi
- JPN Ritsu Doan
- JPN Takefusa Kubo
- JPN Takumi Minamino
- IRN Alireza Jahanbakhsh
- IRN Mehdi Ghayedi
- IRN Sardar Azmoun
- KOR Lee Kang-in
- QAT Almoez Ali
- QAT Hassan Al-Haydos
- SYR Omar Kharbin
- THA Supachai Chaided
- UAE Sultan Adil
- UAE Yahya Al-Ghassani
- UZB Abbosbek Fayzullaev
- UZB Azizbek Turgunboev

1 gol
- AUS Harry Souttar
- AUS Jordan Bos
- BHR Abdullah Al Hashash
- BHR Abdulla Yusuf Helal
- BHR Ali Madan
- HKG Chan Siu Kwan
- IDN Asnawi Mangkualam
- IDN Marselino Ferdinan
- IDN Sandy Walsh
- IRN Karim Ansarifard
- IRN Shojae Khalilzadeh
- IRN Mohammad Mohebi
- IRQ Mohanad Ali
- IRQ Osama Rashid
- IRQ Rebin Sulaka
- IRQ Saad Natiq
- JOR Nizar Mahmoud Al-Rashdan
- JOR Yazan Alarab
- JPN Hidemasa Morita
- JPN Keito Nakamura
- JPN Wataru Endo
- KGZ Joel Kojo
- KOR Cho Gue-sung
- KOR Hwang Hee-chan
- KOR Hwang In-beom
- KOR Jeong Woo-yeong
- KSA Abdullah Radif
- KSA Abdulrahman Ghareeb
- KSA Ali Albulayhi
- KSA Faisal Al-Ghamdi
- KSA Mohamed Kanno
- LBN Bassel Jradi
- MAS Arif Aiman Hanapi
- MAS Faisal Halim
- MAS Romel Morales
- OMA Muhsen Al Ghassani
- OMA Salaah Al-Yahyaei
- PLE Zaid Qunbar
- PLE Tamer Seyam
- QAT Jassem Gaber Abdulsallam
- TJK Nuriddin Khamrokulov
- TJK Parvizdzhon Umarbayev
- TJK Vakhdat Khanonov
- THA Supachok Sarachart
- UAE Khalifa Al-Hammadi
- UAE Zayed Sultan
- UZB Igor Sergeev
- UZB Sherzod Nasrullaev
- VIE Bùi Hoàng Việt Anh
- VIE Nguyễn Đình Bắc
- VIE Nguyễn Quang Hải
- VIE Phạm Tuấn Hải

1 gol contra
- IDN Elkan Baggott (1, contra  Austrália)
- IDN Justin Hubner (1, contra  Japão)
- JOR Yazan Alarab (1, contra  Coreia do Sul)
- JPN Zion Suzuki (1, contra  Bahrein)
- KOR Park Yong-woo (1, contra  Jordânia)
- MAS Syihan Hazmi (1, contra  Coreia do Sul)
- UAE Bader Abaelaziz (1, contra  Palestina)
- TJK Vakhdat Khanonov (1, contra  Jordânia)